# Český národní komitét astronomický
Český národní komitét astronomický (ČNKA) je oficiálním představitelem členství České republiky v Mezinárodní astronomické unii. Jeho úkolem je být styčným orgánem pro jednání s Mezinárodní astronomickou unií, zastupovat zde Českou republiku a hájit zájmy české astronomie v této organizaci, ale také vydávat stanoviska k otázkám souvisejícím s členstvím České republiky v Evropské jižní observatoři (ESO) a Evropské kosmické agentuře (ESA). Zajišťuje také zastupování České republiky v radě evropského časopisu Astronomy and Astrophysics. 
Od roku 2018 je komitét začleněn do České astronomické společnosti jako její pracovní skupina. Česká astronomická společnost se stala zřizovatelem komitétu a Jan Palouš byl potvrzen ve funkci vedoucího skupiny.

## Založení
Komitét byl zřízen rozhodnutím Akademické rady Akademie věd České republiky dne 28. září 1993. Má 12 členů – významných českých astronomů. Volí je všichni čeští členové Mezinárodní astronomické unie. 

### Historie předsedů
- Jan Vondrák
- Petr Hadrava
- Jan Palouš

## Činnost komitétu
V posledních letech organizoval Český národní komitét astronomický tyto důležité akce
- 26. valné shromáždění Mezinárodní astronomické unie[4] (pražský astronomický kongres) – 2006
- Mezinárodní rok astronomie – 2009